# Naturschutzgebiet Veengraben
Koordinaten: 51° 41′ 46″ N, 6° 7′ 52″ O
Das Naturschutzgebiet Veengraben (Kennung KLE-018) ist ein ca. 13 ha großes Naturschutzgebiet im Kreis Kleve nahe Asperden bei Goch, welches 1982 unter Schutz gestellt wurde.
Das Naturschutzgebiet erstreckt sich auf etwa 1,3 km Länge parallel entlang der Bundesstraße 9 im Nordwesten der Stadt Goch. Namensgebend für das Naturschutzgebiet ist der Veengraben, der ebenfalls parallel zur B9 verläuft und das Gebiet durchfließt. Der Veengraben ist eine ehemalige, verlandete Niersschleife, welche nur noch periodisch Wasser führt. Das Naturschutzgebiet wurde seit 1982 nicht mehr land- oder holzwirtschaftlich genutzt, sodass sich feuchte bis nasse Erlenbruch- und Eichenwälder mit einem hohen Tot- und Altholzanteil im Gebiet befinden. Kleinräumig eingestreut gibt es zudem Feuchtwiesenbereiche und Hochstaudenfluren. Innerhalb des NSG liegen ehemalige Fischteiche, welche 2011 renaturiert wurden.
Besondere, im Gebiet vorkommende Pflanzenarten sind unter anderem der Sumpffarn, die Steife Segge oder die Wasserfeder. In den Teichen gibt es unter anderem Vorkommen des Moderlieschen oder des Neunstacheligen Stichlings. Zudem ist es Lebensraum von verschiedenen Fledermaus- und Vogelarten, wie beispielsweise der Breitflügelfledermaus oder dem Eisvogel.